# Luko (entreprise)
Pour les articles homonymes, voir Luko.
Luko est une entreprise française qui distribue des produits d'assurance. Fondée le 6 décembre 2016 par Raphaël Vullierme et Benoît Bourdel.
En janvier 2024, après son placement en redressement judiciaire, l'entreprise est reprise par l'assureur Allianz pour 4,32 millions d'euros.

## Histoire
La société Luko est créée le 6 décembre 2016. Elle se spécialise alors dans les capteurs connectés pour le logement, destinés à la prévention des risques de sinistre et au suivi de la consommation énergétique, et qu'elle propose aux assureurs.
En mai 2018, l’entreprise lève 2 millions d’euros auprès de business angels, dont Xavier Niel et des professionnels du secteur de l’assurance, et lance une offre d’assurance habitation en ligne en tant que société de courtage,.
En juin 2019, l’entreprise reçoit la certification B Corp (ou B corporation), qui est attribuée aux sociétés commerciales répondant à des exigences sociétales et environnementales,.
En novembre 2019, Luko lève 20 millions d’euros auprès des fonds d’investissement Accel Partners, Founders Fund et SpeedInvest, et de business angels ; avec comme objectif de s’implanter dans deux nouveaux pays européens,.
En octobre 2020, la société opère le lancement de Docteur House, un service de téléconsultation de professionnels du bâtiment via visioconférence.
En décembre 2020, Luko lève 50 millions d’euros auprès du fonds d’investissement EQT Ventures et des investisseurs historiques et affiche 100 000 assurés,.
L'entreprise ouvre son activité en Espagne à partir du mois de mai 2021 et revendique alors plus de 200 000 assurés en Europe à la fin de la même année.
En janvier 2022, la direction annonce l’acquisition de la société Coya, un concurrent allemand comptant 80 000 assurés, ce qui permet à Luko d’entrer sur le marché allemand, de franchir la barre des 300 000 assurés mais également d’obtenir le statut d’assureur grâce à la licence d’assurance détenue par Coya,,,.
En mars 2022, la scale-up annonce le rachat de Unkle, une start-up spécialisée dans l’assurance loyer impayé dans une optique d’extension de son portefeuille de produits d’assurance,. L’assureur compte alors plus de 400 000 assurés à travers l’Europe.
En juin 2023, Luko entre en période de sauvegarde accélérée. Son endettement atteint 45 millions d'euros. La direction annonce alors qu'elle est rachetée par l’assureur britannique Admiral. Toutefois, Admiral renonce au rachat en octobre 2023.
En novembre 2023, Luko est placé en redressement judiciaire par le tribunal de commerce de Bobigny.
Le 24 janvier 2024, le tribunal de commerce de Bobigny annonce la reprise de Luko par l'assureur Allianz pour 4,32 millions d'euros.

## Fonctionnement
L'entité Luko Insurance AG fonctionne comme plateforme d’assurance pour l’ensemble des filiales du groupe en Europe qui opèrent sous la marque Luko. Elle est inscrite auprès de l'ACPR depuis mars 2022 avec un agrément de libre prestation de service lui permettant d’exercer ses activités d’assurance dans l’ensemble de l’Union Européenne.
Luko conserve son activité historique de courtage par le biais de son entité Luko Cover SAS inscrite à l'ORIAS en qualité de courtier d'assurance depuis avril 2018 avec un agrément de libre établissement lui permettant d'exercer ses activités en France, en Espagne, en Allemagne et en Belgique.
La société est réassurée auprès de Munich Re et Scor.
Le modèle de fonctionnement de Luko est différent de celui des acteurs traditionnels du secteur. L’assureur prélève une commission fixe de 30% sur les cotisations de ses assurés pour couvrir ses frais de gestion. Les 70% restants sont mutualisés entre l'ensemble des assurés ayant souscrit à la même offre et sont destinés au remboursement des sinistres. En fin d'exercice, les cotisations mutualisées non utilisées pour les indemnisations sont reversées aux associations partenaires choisies par les assurés eux-mêmes.
La start-up noue également des partenariats avec différents acteurs comme hemea (ex-Travauxlib) dans le secteur de la rénovation depuis janvier 2020 ou Decathlon depuis septembre 2022 dans le domaine de la mobilité urbaine.

## Activités
Luko commercialise principalement des produits d’assurance habitation à destination les locataires et propriétaires en France depuis mai 2018, en Espagne depuis mai 2021 et en Allemagne depuis janvier 2022.
En octobre 2018, elle met sur le marché une assurance pour les utilisateurs de trottinette électrique et engin de déplacement personnel.
En mars 2019, elle lance une assurance habitation pour les propriétaires bailleurs dite assurance propriétaire non-occupant (PNO),.
En mars 2021, une assurance multirisque immeuble (MRI) est commercialisée à destination des copropriétés et propriétaires d’immeubles.
En août 2021, elle élargit son offre d’assurance habitation aux résidences secondaires.
En septembre 2021, elle lance une assurance de prêt immobilier pour les particuliers.
Depuis janvier 2022, à la suite de l’acquisition de la société d’assurance Coya, Luko distribue également des produits d’assurance pour animaux de compagnie en Allemagne.
Depuis mars 2022 et le rachat de la start-up Unkle, une offre de garantie loyer impayé (GLI) vient compléter son offre à destination des propriétaires bailleurs.

## Concurrents
Luko est souvent associée à la start-up américaine Lemonade.
Au niveau européen, les concurrents de Luko sont les groupes d'assurance historiques tels que Axa et Allianz, ainsi que les start-ups spécialisées en assurance telles que Getsafe ou Hedvig.